# 阿富汗阿拉伯人
阿富汗阿拉伯人，也被稱為阿拉伯-阿富汗人，是阿拉伯人和其他穆斯林聖戰者來到阿富汗參加阿富汗戰爭幫助穆斯林同胞打蘇聯和親蘇的阿富汗政府。
許多人1989年後回到了自己的國家發動聖戰，反對他們的政府。儘管他們沒有一個是阿富汗人，有些人不是阿拉伯人，而是突厥人，馬來人或其他一些非阿拉伯穆斯林。他們的行列中，其中最有名的是奧薩馬·本·拉登。

## 歷史
除了蘇聯入侵阿富汗期間，阿拉伯人進入今天的區域被稱為阿富汗分為兩個不同的時期。在伊斯蘭征服阿富汗期間，整個地區有許多阿拉伯人定居，布爾什維克革命期間有另一批到達(一小撮人是帖木兒俘虏)。“阿富汗阿拉伯人”在20世紀80年代初蘇聯戊侵阿富汗期間開始陸續抵達進入阿富汗。
他們很多是應美國中情局和巴基斯坦三軍情報局招募的志願軍，接受軍事訓練。據估計有來自世界各地的約20個國家的2萬多名穆斯林新兵。到1986年，因為聖戰者很明顯的打擊，蘇聯人在談論從阿富汗撤軍。

## 戰爭結束後
戰爭結束後，許多外國聖戰者留在阿富汗並娶了阿富汗妻子，成為當地蓋達组織核心成員。其他的返回自己國家進行聖戰反對政府，此外，許多人去波斯尼亞打擊波斯尼亞塞爾維亞人和克羅地亞人及協助車臣人。
2001年9月11日的襲擊事件之後，美國入侵阿富汗，打敗了塔利班，結束的阿富汗阿拉伯人的鼎盛時期。